# Majorstuen
Majorstuen – ostatnia wspólna stacja metra dla wszystkich linii metra w zachodniej części miasta Oslo i przystanek tramwajowy położony na trasie linii Briskeby linje. Majorstuen jest również jedną z sześciu głównych stacji metra w aglomeracji Oslo i mieści się na tyłach Majorstuhuset na Majorstuen w dzielnicy Frogner.

## Historia
Stacja została otwarta w roku 1898 jako stacja końcowa linii tramwajowej Holmenkollen. W roku 1912 na stacji tej kończyły bieg także tramwaje obsługujące linię Smestadbanen. W 1923 roku wybudowano podziemny tunel (tzw. Undergrunnsbanen) do stacji Nationaltheatret. Majorstuen jest tą stacją metra, która jest położona najbliżej Parku Vigelanda. Nazwa stacji została nadana w dniu 26 sierpnia 1981 roku.
Oryginalny gmach stacji w Majorstuen wzniesiono w roku 1914, jego architektem był Erik Glosimodt który zaprojektował również wiele budynków stacji i schronisk wzdłuż linii Holmenkollen.

## Galeria

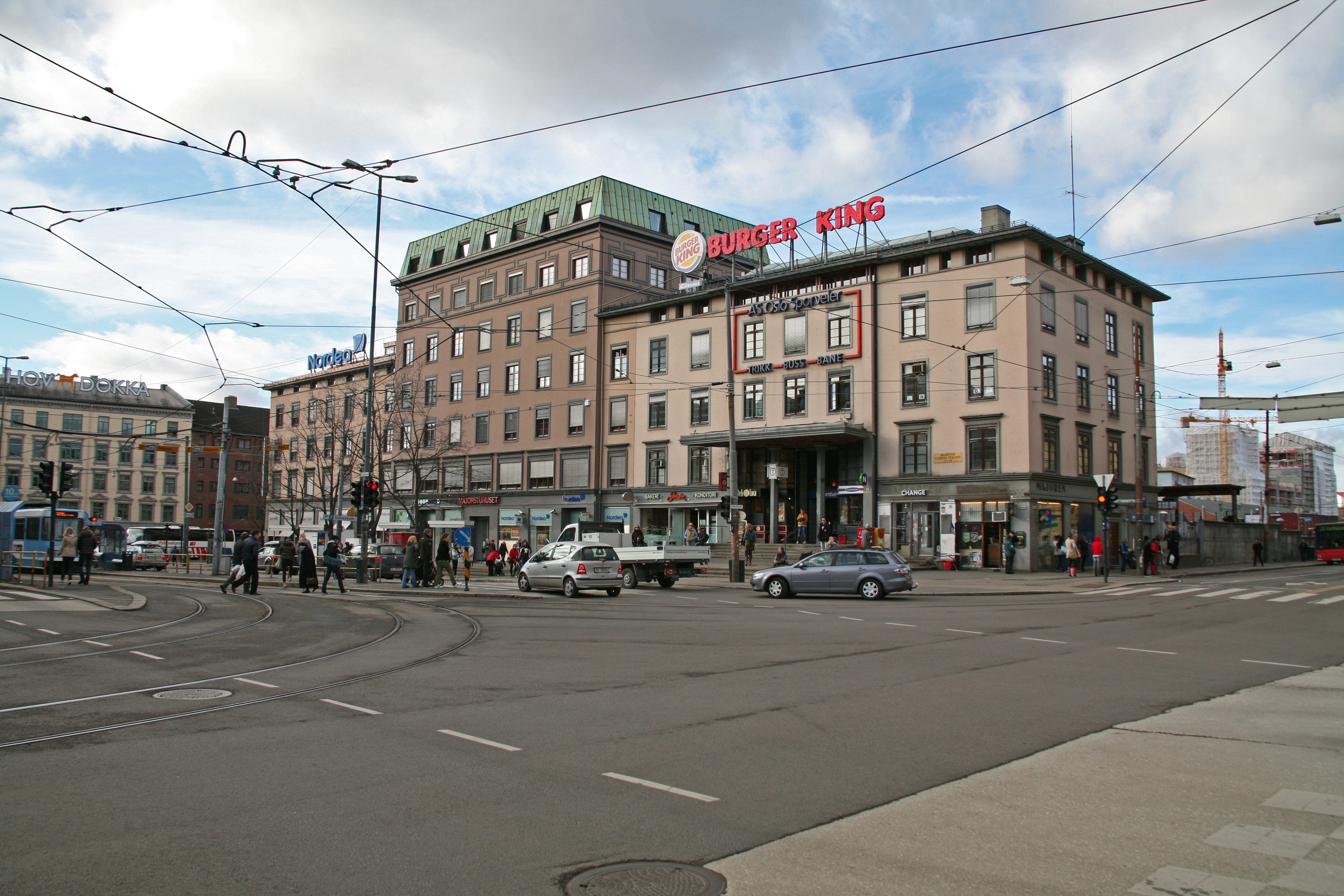
Budynek stacji metra Majorstuen
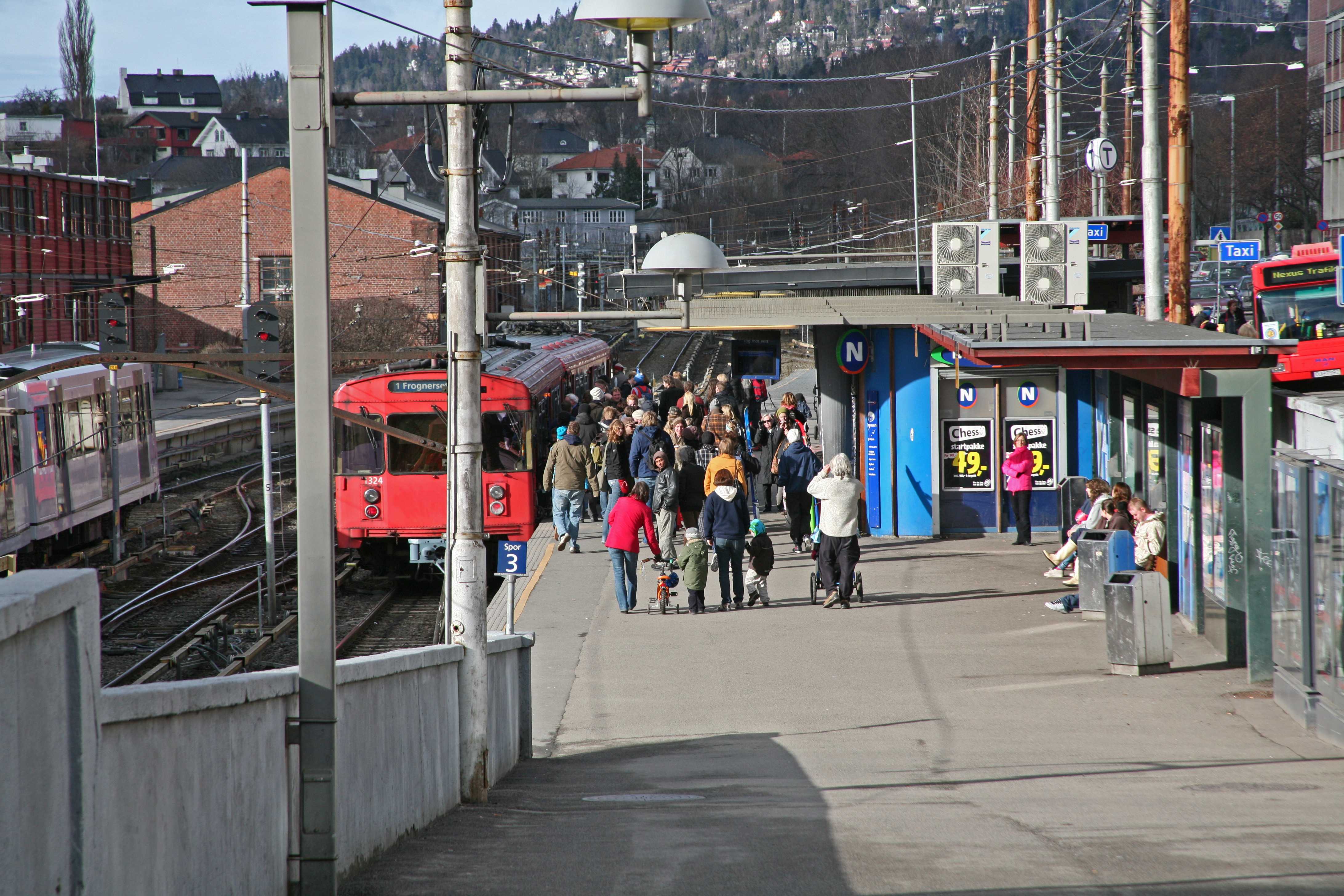
Peron na stacji metra Majorstuen w kierunku Frognersteren
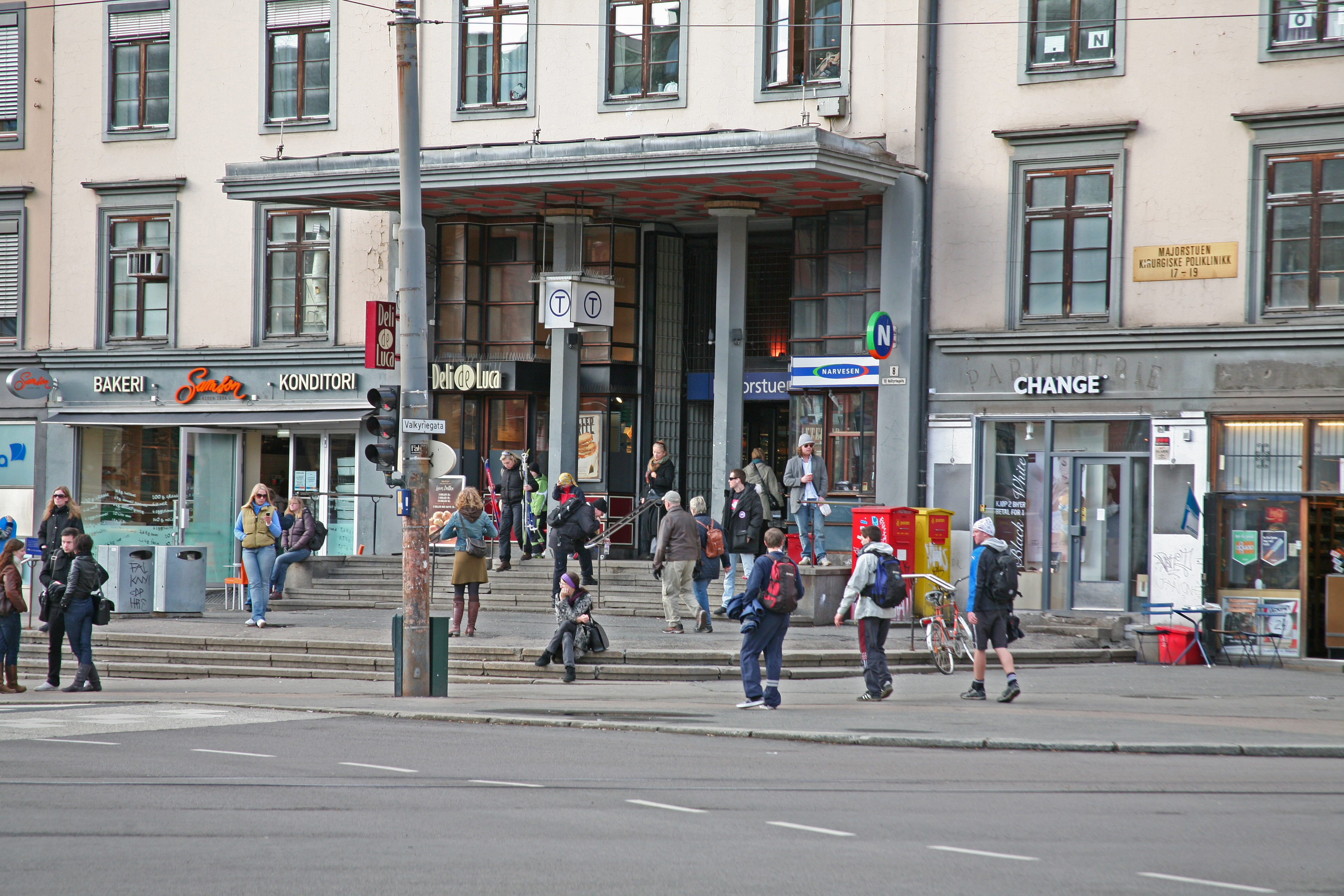
Główne wejście na stację